# Klassische deutsche Psychiatrie

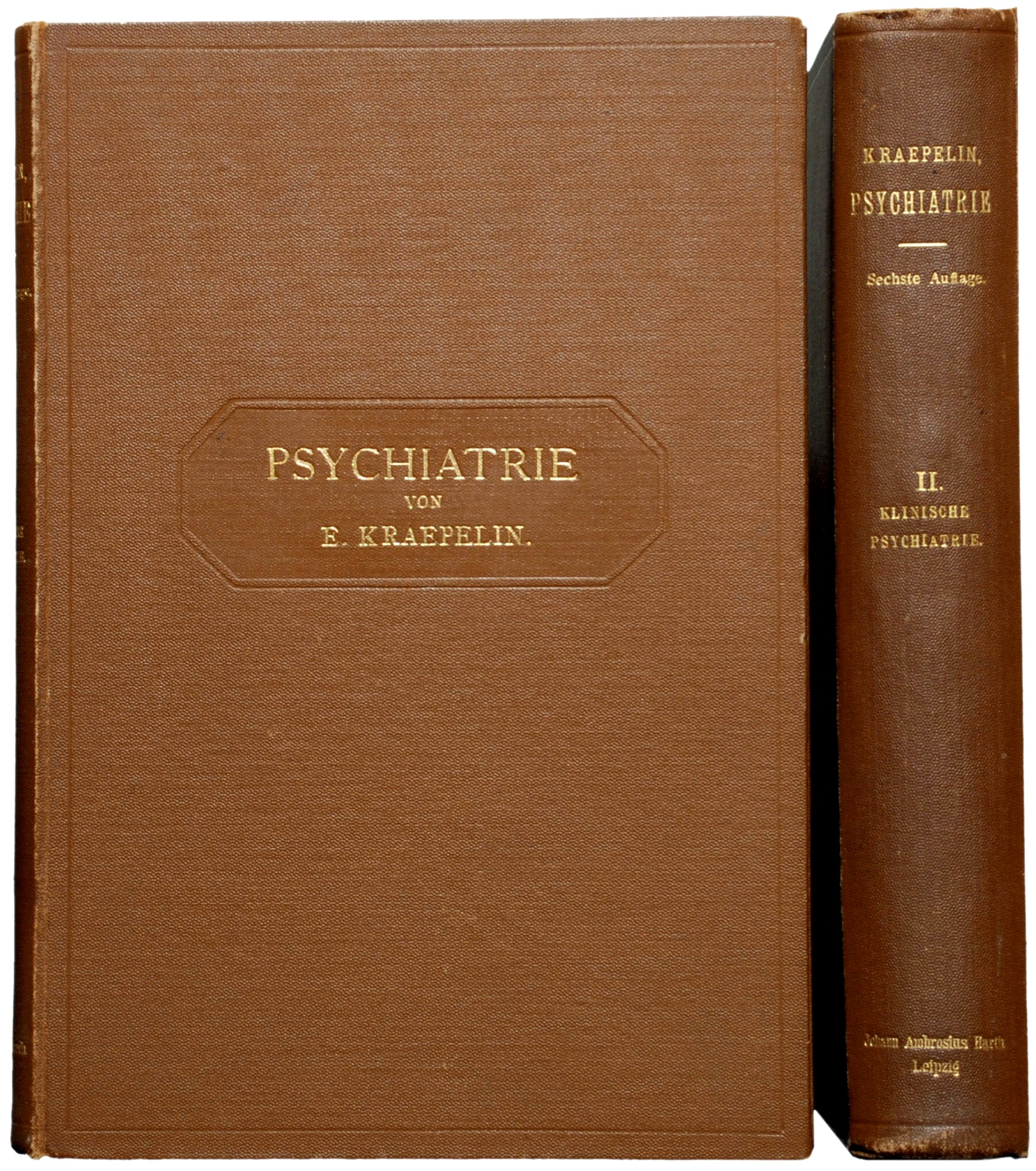
Einband der 6. Auflage des Kraepelinschen Lehrbuchs Psychiatrie. (1899)

Klassische (deutsche) Psychiatrie ist eine Bezeichnung für die psychiatriegeschichtlich vorherrschenden naturwissenschaftlichen Tendenzen in der Psychiatrie ab der zweiten Hälfte des 19. Jahrhunderts, als die deutsche Psychiatrie eine richtungweisende Rolle einzunehmen begann. Kennzeichen dieser Psychiatrie sind positivistische Philosophie und die Festlegung einer psychiatrischen Krankheitssystematik sowie insbesondere die Phänomenologie, die Ausgangspunkt einer psychopathologischen Befunderhebung war.
Namhafte Vertreter der klassischen deutschen Psychiatrie waren Emil Kraepelin (1856–1926), Karl Jaspers (1883–1969) und Kurt Schneider (1887–1967). Demnach wird vielfach auch das Erscheinen der 6. Auflage des Lehrbuchs von Kraepelin im Jahre 1899 als Beginn dieser Epoche angesehen. Die seit ca. 1955 einsetzende Psychopharmakologie hat das Ende der klassischen Psychiatrie eingeleitet. Anfänglich schien diese medikamentöse Therapie die Annahmen der deutschen klassischen Psychiatrie eher noch zu bestätigen und die Strukturen der Großkrankenhäuser zu verfestigen (siehe auch endogene Psychosen – Psychopharmaka). Doch es stellte sich heraus, dass Akutfälle nun schneller behandelt werden konnten und die Existenz sog. „kustodialer Einrichtungen“ (schützender Anstaltseinrichtungen) nicht mehr benötigten.(a)

## Psychopharmakatherapie und Psychotherapie
Die Strukturen psychiatrischer Großkrankenhäuser waren vor allem durch einen hohen prozentualen Anteil chronisch Kranker geprägt. Dies bedingte ihren Doppelcharakter als Heil- und Pflegeanstalten.(a) Die Wirksamkeit der ab den 50er Jahren des 20. Jahrhunderts üblich gewordnen Psychopharmaka gestattete es, Akutpatienten früher zu entlassen und damit den Anteil chronisch Kranker zu senken. Allerdings wiesen hohe Wiederaufnahmeziffern auf noch immer ungelöste Probleme hin. Durch die Einführung von Psychotherapie als Behandlungskonzept bei chronisch psychisch Kranken ist der erfolgreiche Versuch unternommen worden, auch diese Ziffern weiter zu senken. Psychotherapie darf sich dabei nicht nur darauf beschränken, zur Anpassung an das Leben in der Anstalt beizutragen (Anstaltssozialisierung, Soziotherapie).(b)
Die Erfolge der Psychopharmakatherapie und die Forderung nach Psychotherapie verliehen der seit ca. 1960 aufgekommenen antipsychiatrischen Bewegung ihren antiinstitutionellen Charakter. Durch den Einsatz der Psychopharmaka wurde die Auflösung der Großkrankenhäuser praktisch angestoßen und verwirklicht.(a) Als Ende der klassischen Psychiatrie sind daher definitiv die 1970er- und 1980er-Jahre anzunehmen. Die 1971 in Auftrag gegebene Psychiatrie-Enquête zur Lage der Psychiatrie in der Bundesrepublik hatte erhebliche Mängel aufgezeigt, sowohl im Bereich psychiatrischer Krankenhäuser und Heimen wie auch bei ambulanten und gemeindenahen Diensten.(b)

## Geschichte der Psychiatrie
Grundlage der traditionellen deutschen Psychiatrie war die Überzeugung von der Anwendbarkeit naturwissenschaftlicher Forschungsmethoden auf die psychischen menschlichen Gegebenheiten, wie sie insbesondere im Triadischen System der Psychiatrie zum Ausdruck kommen.
Klaus Dörner stellt fest, dass das naturwissenschaftliche Denken, wie es im 19. Jahrhundert in der Psychiatrie üblich war (und in der Universitätspsychiatrie schließlich seinen höchsten Ausdruck fand), bereits seit den 1920er-Jahren und noch deutlicher seit 1945 einer erheblichen Kritik ausgesetzt war. Es wurden die vergegenständlichenden, verfügenden und atomisierenden Tendenzen beklagt.
Auch wurde die Frage gestellt, ob kausalanalytische Forschungen dem Selbstverständnis der Psychiatrie angemessen sind und mit einem rein naturwissenschaftlichen Ansatz nicht mehr verloren geht als damit gewonnen wird.(a) Durch ein gewisses Zurückdrängen des paternalistischen Elements konnte sich die Sozialpsychiatrie gerade in Deutschland erneut ihrer langen europäischen Traditionen und Vorbilder bewusst werden.(b)

## Ideologische Auseinandersetzungen
Ideologische Einseitigkeiten resultierten aus Auseinandersetzungen, die sich anfänglich im 19. Jahrhundert zwischen Psychikern und Somatikern(c) ergaben sowie zuletzt in den 1970er- und 1980er-Jahren zwischen den Anhängern der Antipsychiatrie und der klassischen Psychiatrie. Geistesgeschichtlich ist die klassische Psychiatrie wesentlich durch den Neukantianismus geprägt, dies insofern als deren Vertreter in der Psychiatrie neben dem bereits genannten Emil Kraepelin (1856–1926) vor allem Karl Ludwig Kahlbaum (1828–1899), Heinrich Schüle (1840–1916) und Richard von Krafft-Ebing (1840–1902) zu nennen sind.(d) Einwände gegen die phänomenologische Methode wurden u. a. von Ronald D. Laing (1927–1989) erhoben.(a) Das Beobachten der Symptome sei abhängig von den durch Zwang bestimmten Anstaltsbedingungen (vergleiche auch: Psychiatrie – Kritik an psychiatrischer Diagnostik). Der distanziert beschreibende Charakter seitens der Kliniker fördere die Aufstellung und Herausbildung einer Symptomatologie, die nicht auf Einfühlung in die Lage des Patienten beruhe. Selbst dann, wenn wie im Falle von Eugen Bleuler (1857–1939) und anderen Psychiatern, die wie etwa auch im Falle Laings mit ihren Patienten zusammen in einer Wohngemeinschaft lebten, diese schon rein äußere Distanz nicht aufrechterhalten werde, und stattdessen ein Verhältnis von Respekt, Höflichkeit, Rücksicht gepflegt werde, so genügten diese Beobachtungen noch nicht notwendig den Kriterien der verschiedenen Krankheitseinheiten, wie etwa dem Verstehen des Verlaufs der vermuteten Krankheit bzw. der Gegenwart und Vergangenheit des Patienten. Einfühlung und Verstehen können auf mögliche Zusammenhänge aufmerksam machen, die eine rein nüchtern distanzierte Beschreibung von Phänomenen nicht unbedingt zu erkennen gibt.(b) Als Paradigma einer eher reduktionistischen Beschreibung zitiert Laing den Philosophen Merleau-Ponty, der darauf hinwies, dass ein Lächeln nicht als die Summe bestimmter Muskelkontraktionen beschrieben und verstanden werden kann.

## Richtungswechsel
Wenn zu Zeiten der klassischen deutschen Psychiatrie hauptsächlich die Universitäten ein Ort wissenschaftlicher psychiatrischer Forschung waren, so konzentrierte sich seit 1955 das Interesse nunmehr auf die außerhalb dieser Kliniken sich komplementär entwickelnden sozialpsychiatrischen Dienste an Gesundheitsämtern und Beratungsstellen mit vielfältigen Aufgabenschwerpunkten. Der Gegensatz zwischen Universitäts- und Anstaltspsychiatrie wurde verstärkt.(b) Anstatt über eine Ablösung von der traditionellen Psychiatrie sollte besser von Weiterentwicklung gesprochen werden. Die Bezeichnung „Antipsychiatrie“ verkennt, dass spätere kritische Theoretiker wie etwa Ronald D. Laing gleichfalls der Daseinsphilosophie nahestehen, so wie auch der eher traditionelle Philosoph Karl Jaspers im Hinblick auf die deutsche Psychiatrie. Es bestehen hier durchaus methodische Gemeinsamkeiten, die neben den naturwissenschaftlichen Ansätzen nicht negiert werden sollten.(e) (c)